# Бабкино (Дмитровский городской округ)
Бабкино — деревня в Дмитровском районе Московской области, в составе Сельского поселения Костинское. До 2006 года Бабкино входило в состав Костинского сельского округа.

## Расположение
Деревня расположена в восточной части района, примерно в 10 км на восток от Дмитрова, на правом берегу реки Карасовка (бассейн Яхромы), высота центра над уровнем моря 197 м. Ближайшие населённые пункты — Большое Прокошево с Костино на севере и Глебездово на юге.

## Население
| 2002 | 2006 | 2010 |
| ---- | ---- | ---- |
| 5    | ↘4   | ↘3   |